# 郭文昭
郭文昭（1916年—？），男，河南宁陵人，中国通信工业技术专家，曾任第四机械工业部通信导航局局长。